# Courtnee Draper
Pour les articles homonymes, voir Draper.
Courtnee Draper, née le 24 avril 1985 à Orlando (Floride), est une actrice américaine.

## Biographie
Courtnee Draper s'est fait connaître en jouant dans des téléfilms et des séries télévisées produites pour Disney Channel, notamment The Jersey (en) où elle faisait partie de la distribution principale et qui a remporté le Young Artist Award de la meilleure distribution en 2000. Elle a également tenu un rôle récurrent dans le soap opera Amour, Gloire et Beauté.
Elle avait mis de côté sa carrière d'actrice et repris des études de droit à l'UCLA quand elle a obtenu le rôle vocal du personnage d'Elizabeth dans le jeu vidéo BioShock Infinite (2013), pour lequel elle a été nommée au prix de la meilleure interprète aux British Academy Video Games Awards et qu'elle a repris dans la suite du jeu, Burial at Sea.

## Filmographie
- 1998 : Papa bricole (série télévisée, saison 8 épisode 9) : Erica
- 1999 : Pacific Blue (série télévisée, saison 4 épisode 21) : Lauren Chandler
- 1999 : Le Garçon qui venait de la mer (téléfilm) : Sam
- 1999-2004 : The Jersey (en) (série télévisée, 56 épisodes) : Morgan Hudson
- 2000 : Ma sœur est une extraterrestre (en) (téléfilm) : Megan Larson
- 2002 : Amour, Gloire et Beauté (soap opera, 86 épisodes) : Erica Lovejoy
- 2002 : Buffy contre les vampires (série télévisée, saison 7 épisode 10) : Annabelle
- 2002 : The Biggest Fan : Brittany Holland
- 2004 : Tru Calling : Compte à rebours (série télévisée, saison 1 épisode 16) : Melissa Sumner
- 2004 : The Days (série télévisée, 5 épisodes) : Emma
- 2004 : Veronica Mars (série télévisée, saison 1 épisode 9) : Darcy
- 2005 : Eyes (série télévisée, saison 1 épisode 4) : Lindsay Baker
- 2006 : Les Experts : Miami (série télévisée, saison 4 épisode 22) : Mandy Creighton
- 2007 : Ghost Whisperer (série télévisée, saison 3 épisode 2) : Allison
- 2019 : Days gone (jeu vidéo) : Sarah Whitaker